# Dinastía Xia
La dinastía Xia (en chino, 夏朝; pinyin, Xià cháo) fue la primera dinastía de la historia de China. Según las crónicas chinas habría durado entre el siglo XXI a. C. y el siglo XVI a. C., aunque todavía existe debates respecto a su historicidad. Las Memorias históricas del historiador Sima Qian (c. 145-c. 90 a. C.) recogen los nombres de los 17 reyes de esta dinastía. Fue seguida por la dinastía Shang y, según Sima Qian, precedida por el periodo legendario de los tres dioses y cinco emperadores. El carácter que nombra a esta dinastía forma parte del nombre de la región china actual de Ningxia y también aparece en el nombre poético de China.
Según la cronología tradicional del erudito Liu Xin (c. 46-23 a. C.), los Xia existieron entre los años 2205 y 1766 a. C. Según los Anales de Bambú (c. 300 a. C.), gobernaron entre los años 1989 y 1558 a. C. (fechas poco usadas). Según los resultados del Proyecto Cronológico Xia-Shang-Zhou realizado por la República Popular China en el año 2000, los Xia debieron existir aproximadamente entre los años 2070 y 1700 antes de nuestra era.

## Verosimilitud de la dinastía Xia
Con anterioridad a las excavaciones hechas en 1928 en yacimientos de la Edad de Piedra en Anyang, provincia de Henan, no había indicios arqueológicos de la existencia de los Xia. Desde entonces, numerosas excavaciones confirman la existencia de una cultura del bronce que puede identificarse con los Xia. En 1959, se excavó un yacimiento en Erlitou, en la ciudad de Yanshi (Henan), en el que se encontraron dos grandes palacios y que se piensa pudo ser la capital de la dinastía. Según la datación con carbono-14 pueden pertenecer al año 2100 o 1800 a. C.[cita requerida] El territorio controlado por los Xia abarcaría aproximadamente la actual provincia de Henan y parte del oeste de Shandong y del sur de Hebei.
Independientemente de la verosimilitud de las historias legendarias sobre los reyes Xia que aparecen escritas en crónicas muy posteriores, como la de Sima Qian, se puede considerar a la civilización Xia como un periodo de transición entre las culturas neolíticas, como la de Longshan, y la sociedad urbana de los Shang. Durante este periodo floreció la primera "civilización" china caracterizada por aldeas fortificadas, alfarería hecha con torno, herramientas de bronce y sepulturas diversificadas.

## Historia

### Origen y desarrollo
Antes de que se estableciera la dinastía Xia, las batallas eran frecuentes entre la tribu Xia y Chi You. La tribu Xia se desarrolló lentamente alrededor de la época de Zhuanxu, uno de los legendarios Cinco Emperadores. Las Memorias históricas y el Clásico de los Ritos dicen que Yu el Grande es el nieto de Zhuanxu, pero también hay otros registros, como Ban Gu, que dicen que Yu es la quinta generación de Zhuanxu. Sobre la base de esto, es posible que la gente del clan Xia sea descendiente de Zhuanxu.

### El intento de Gun para detener la inundación
Gun, el padre de Yu el Grande, es el miembro más antiguo registrado del clan Xia. Cuando el río Amarillo se desbordaba, muchas tribus unidas entre sí trabajaban para controlar y detener la inundación. Gun fue nombrado por Yao para detener la inundación. Ordenó la construcción de grandes diques para bloquear el camino del agua. El intento de Gun para detener la inundación duró nueve años, pero fue un fracaso debido a que las inundaciones se hicieron más fuertes. Después de nueve años, Yao ya había dado su trono a Shun. Gun recibió la orden de ser ejecutado por Shun en Yushan (chino:羽山), una montaña ubicada entre el moderno condado de Donghai, en la provincia de Jiangsu y el condado Linshu en la provincia de Shandong .

### Intento de Yu el grande para detener las inundaciones
Yu gozó de la mayor confianza de Shun, por lo que este lo designó para terminar el trabajo de su padre, que era detener la inundación. El método de Yu era diferente del de su padre: él organizó personas de diferentes tribus y les ordenó que le ayuden a construir canales en todos los grandes ríos que se inundan y conducir el agua hacia el mar. Yu estuvo muy dedicado a su obra. La gente elogió su perseverancia y se sintieron inspirados. Tanto es así que otras tribus se unieron en la obra. La leyenda dice que en los 13 años que tardó en completar con éxito el trabajo para detener las inundaciones, nunca volvió a su pueblo natal para parar y descansar, a pesar de que pasó por su casa, tres veces.

### Establecimiento
El éxito de Yu para detener las inundaciones aumentó la producción agrícola (ya que las inundaciones eran destructivas). El poder de la tribu Xia aumentó y Yu se convirtió en el líder de las tribus circundantes. Poco después Shun envió a Yu dirigir un ejército para reprimir a la tribu Sanmiao, que abusaba continuamente de las tribus fronterizas. Después de derrotarlos, les desterró al sur de la zona del río Han. Esta victoria fortaleció el poder de la tribu Xia aún más. Como Shun envejeció, pensó en un sucesor y cedió el trono a Yu, a quien consideraba digno. La sucesión de Yu marca el comienzo de la dinastía Xia. Cuando Yu se acercaba a la muerte pasó el trono a su hijo, Qǐ, en lugar de pasarlo al candidato más capaz, estableciendo así el precedente de gobierno dinástico o sistema hereditario. La dinastía Xia comenzó un período de control familiar o de clan. 
De Jie, el último rey, se decía que era corrupto. Fue derrocado por Tang, el primer rey de la dinastía Shang .

### Estado Qi
Tras la derrota de Xia por Shang, se dice que Tang entregó el pequeño estado de Qi como feudo por lo que descendientes imperiales dispersos fueron absorbidos por los clanes cercanos, y otros miembros de la familia real de la dinastía Xia sobrevivieron como el Estado Qi (Henan) hasta 445 a. C.

## Soberanos de la dinastía Xia
Según Las Memorias históricas de Sima Qian, los 17 soberanos de la dinastía Xia fueron los siguientes:
| Orden de reinado | Años de reinado | Nombre en Chino | Pinyin     | Notas                                      |
| ---------------- | --------------- | --------------- | ---------- | ------------------------------------------ |
| 01               | 45              | 禹              | Yǔ         | También llamado Yu el Grande (大禹, Dà Yǔ) |
| 02               | 10              | 啟              | Qǐ         |                                            |
| 03               | 29              | 太康            | Tai Kang   |                                            |
| 04               | 13              | 仲康            | Zhòng Kāng |                                            |
| 05               | 28              | 相              | Xiāng      |                                            |
| 06               | 21              | 少康            | Shào Kāng  |                                            |
| 07               | 17              | 杼              | Zhù        |                                            |
| 08               | 26              | 槐              | Huái       |                                            |
| 09               | 18              | 芒              | Máng       |                                            |
| 10               | 16              | 泄              | Xiè        |                                            |
| 11               | 59              | 不降            | Bù Jiàng   |                                            |
| 12               | 21              | 扃              | Jiōng      |                                            |
| 13               | 21              | 廑              | Jǐn        |                                            |
| 14               | 31              | 孔甲            | Kǒng Jiǎ   |                                            |
| 15               | 11              | 皋              | Gāo        |                                            |
| 16               | 11              | 發              | Fā         |                                            |
| 17               | 52              | 桀              | Jié        | También llamado Lu Gui (履癸, Lǚ Guǐ)      |

El nombre del reinado es a veces precedido por el de la dinastía. Por ejemplo: Xia Yu (夏禹).

## Estudios modernos

Gu Jiegang, fundador de la "Escuela para Dudar de la Antigüedad".

La brecha temporal entre la supuesta época de Xia y las primeras referencias escritas a ella ha hecho que la historicidad de la propia dinastía Xia y el relato tradicional de su historia sean, en el mejor de los casos, inciertos. La Escéptica de la historia antigua china, iniciada por Gu Jiegang en la década de 1920, fue el primer grupo de eruditos de China que cuestionó sistemáticamente el relato tradicional de su historia antigua. Examinando críticamente el desarrollo de la narración de la historia temprana china a lo largo de la historia, Gu llegó a la conclusión de que "cuanto más tardía es la época, más largo es el periodo legendario de la historia temprana... la historia temprana china es un cuento contado y recontado durante generaciones, durante las cuales se añadieron nuevos elementos a la primera parte".
Algunos historiadores han sugerido que los gobernantes Zhou inventaron a los Xia como pretexto, para justificar su conquista de los Shang, señalando que al igual que los Shang habían suplantado a los Xia, ellos habían suplantado a los Shang. La existencia de los Xia sigue sin demostrarse, a pesar de los esfuerzos de los arqueólogos chinos por relacionarlos con la cultura de Erlitou, desarrollada en la Edad del Bronce .
Entre otros puntos, Gu y otros historiadores señalan ciertos paralelismos entre la narrativa tradicional de la historia Xia y la historia Shang que sugerirían una probable fabricación de la época Zhou o, al menos, un embellecimiento de la historia Xia. La crítica de Yun Kuen Lee al sentimiento nacionalista en la elaboración de una explicación de la cronología de las Tres Dinastías se centra en la dicotomía de las pruebas aportadas por la investigación arqueológica frente a la histórica, en particular, la afirmación de que la cultura arqueológica Erlitou es también la dinastía histórica Xia. "Cómo fusionar las fechas arqueológicas con las históricas es un reto para todos los estudios cronológicos de la civilización primitiva".
En La forma de la tortuga: Myth, Art, and Cosmos in Early China, Sarah Allan señaló que muchos aspectos de los Xia son simplemente lo contrario de los rasgos considerados emblemáticos de los Shang.  Según Allan, el dualismo implícito en el sistema de mitos Shang consiste en que, mientras los Shang representan los soles, el cielo, los pájaros, el este y la vida, los Xia representan las lunas, el inframundo acuático, los dragones, el oeste y la muerte.  Allan sostiene que esta mítica Xia fue reinterpretada por los Zhou como una dinastía gobernante sustituida por los Shang, un paralelismo con su propia sustitución de los Shang.
Otros estudiosos también argumentan que los restos de la clase política Shang todavía existían durante la dinastía Zhou temprana, los gobernantes Zhou no podían simplemente justificar su sucesión para pacificar a los restos Shang si es totalmente inventado ya que los restos Shang, que recordaban historias anteriores, no lo creerían en primer lugar. Por ejemplo, el Clásico de la poesía] conserva los Elogios de Shang (商頌 Shāng sòng) que representan al poderoso Estado de Song, cuyos gobernantes eran los descendientes directos de la dinastía Shang. Entre esos panegíricos, el panegírico Chang Fa (長發) celebraba las victorias del "Rey Marcial" Tang de Shang contra Wei (韋), Gu (顧), Kunwu (昆吾) y Jie de Xia. Durante la posterior dinastía Song (960-1279 d. C.), se desenterró un antiguo artefacto de bronce, "Shu Yi Zhong" (叔夷鐘), con una inscripción que describía cómo el fundador de la dinastía Shang, Tang, derrocó a la dinastía Xia. El propietario de este artefacto, Shu Yi, un alto oficial del Reino Qi durante el periodo de Primavera y Otoño (c. 600 a. C.), era en realidad descendiente directo de los gobernantes Song, lo que significa que él mismo era descendiente del pueblo Shang. Este artefacto de bronce se utilizó para conmemorar a sus antepasados Shang. La inscripción contradice la hipótesis de que la dinastía Zhou fabricó la existencia de la dinastía Xia.
Aunque las inscripciones del hueso del oráculo Shang no contienen ninguna mención de los Xia, algunos estudiosos han sugerido que los estados que mencionan podrían ser restos de los Xia.
Guo Moruo sugirió que un estado enemigo llamado estado Tufang de los estados Fang mencionado en muchas inscripciones podría identificarse con los Xia.
El historiador Shen Changyun señaló cuatro inscripciones que mencionaban Qǐ (杞), el mismo nombre que el estado de Qǐ, que según los relatos tradicionales fue establecido por la derrotada casa real de Xia.

## Descubrimientos arqueológicos

Sitios en Erlitou (negro) y capitales Xia identificadas en registros tradicionales (rojo, con números para aquellos del "texto moderno" de los Bamboo Annals).

Los arqueólogos han descubierto yacimientos urbanos, utensilios de bronce y tumbas que apuntan a la posible existencia de la dinastía Xia en lugares citados en antiguos textos históricos chinos. Existe un debate sobre si la cultura Erlitou fue o no el emplazamiento de la dinastía Xia, centrado en gran medida en si las pruebas arqueológicas de asentamientos urbanos en toda la región antes de la dinastía Shang deben tomarse como corroboración del relato tradicional de una Xia, o esperarse independientemente de la historicidad de la Xia debido a la trayectoria del crecimiento de la población y el desarrollo agrícola en las regiones fértiles del este de China desde el neolítico hasta la historia temprana. La datación por radiocarbono sitúa los yacimientos de Erlitou entre 2100  y 1800 a. C., proporcionando pruebas físicas de la existencia de un estado contemporáneo y posiblemente equivalente a la dinastía Xia, tal y como se describe en obras históricas clásicas chinas posteriores. En 1959, se excavó un yacimiento situado en la ciudad de Yanshi que contenía grandes palacios que, según algunos arqueólogos, eran las capitales de la dinastía Xia.  A lo largo de las décadas de 1960 y 1970, los arqueólogos han descubierto yacimientos urbanos, utensilios de bronce y tumbas en los mismos lugares citados en los antiguos textos históricos chinos relativos a Xia; en 2011, arqueólogos chinos descubrieron los restos de un palacio de tamaño imperial -datado en torno al 1700 a. C.- en Erlitou en Henan, avivando aún más los debates sobre la existencia de la dinastía. Como mínimo, la época tradicionalmente denotada como dinastía Xia marcó un periodo de urbanización y desarrollo agrícola puente entre las culturas del Neolítico tardío y la civilización urbana de la dinastía Shang.

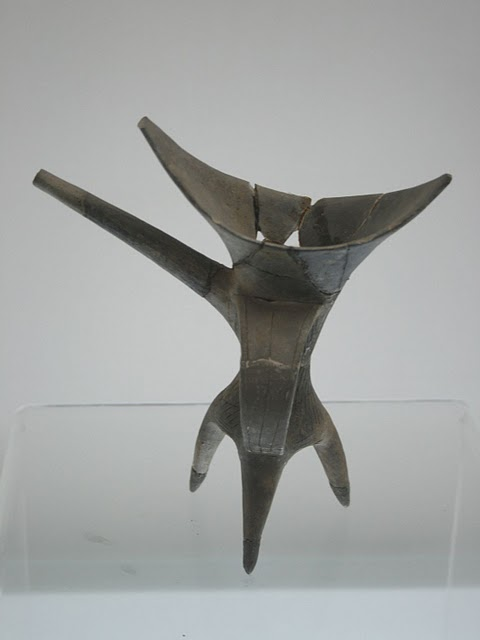
Cerámicas jue de la cultura Erlitou.

Las pruebas arqueológicas de una gran inundación desbordada en el desfiladero de Jishi que destruyó el yacimiento de Lajia en el curso superior del río Amarillo se han datado hacia 1920 a. C.. Esta fecha se sitúa poco antes del surgimiento de la cultura Erlitou en el valle medio del río Amarillo y de la cultura Yueshi en Shandong, tras el declive de la cultura Longshan en la llanura del norte de China. Los autores sugieren que esta inundación pudo ser la base del posterior mito de Yu el Grande, y contribuyó a la transición cultural hacia el periodo Erlitou. Además, argumentan que el momento es una prueba más para la identificación de la Xia con la cultura Erlitou. 
Sin embargo, aún no se han encontrado pruebas de inundaciones generalizadas contemporáneas en la llanura del norte de China.
Los únicos instrumentos musicales datados en la dinastía Xia son dos qing, dos pequeñas campanas (una de barro, otra de bronce) y un xun. Debido a esta extrema escasez de instrumentos supervivientes y a la incertidumbre general que rodea a la mayor parte de los Xia, la creación de una narrativa musical del período es poco práctica.